# Can Cabot d'Amunt
Can Cabot d'Amunt és una masia de Sant Andreu de Llavaneres (Maresme) inclosa a l'Inventari del Patrimoni Arquitectònic de Catalunya. Està situada al marge esquerre de la riera que ve del Montalt.

## Història
La casa està documentada des de l'any 1328, i el 1853 va ser adquirida per l'indià Josep Xifré i Casas. A finals del segle xix passà a mans de la família Caralt, que la va compartimentar en vuit habitatges per als treballadors. Posteriorment, uns nous propietaris van enderrocar les parets interiors, l'any 1981.

## Descripció
La masia original ha estat reformada i modificada. És un gran edifici de planta baixa i dos pisos amb coberta a dues aigües i diverses edificacions annexes. A la façana del darrere hi ha una finestra d'estil romànic i una altra d'estil gòtic.